# پالگاما
پالگاما (به لاتین: Pallegama) یک منطقهٔ مسکونی در سری‌لانکا است که در استان مرکزی (سری‌لانکا) واقع شده‌است. پالگاما ۶۱۰ متر بالاتر از سطح دریا واقع شده‌است.